# True Blood (colonna sonora)
True Blood è un album che raccoglie tutte le musiche originali create dal compositore Nathan Barr per la colonna sonora alla serie televisiva della HBO True Blood. L'album vede la collaborazione pianistica e vocale di Lisbeth Scott.
La colonna sonora è stata pubblicata l'8 settembre 2009 su etichetta Varese Sarabande.

## Tracce
1. Take Me Home – Lisbeth Scott & Nathan Barr - 2:32
2. Hairclip – Nathan Barr - 1:44
3. Bill's Lament – Nathan Barr - 1:07
4. Gran's Story – Nathan Barr - 1:49
5. Bill's Entrance – Nathan Barr - 1:29
6. First Taste – Nathan Barr - 1:21
7. Tara In The Pool – Nathan Barr - 1:23
8. Tripping – Nathan Barr - 1:42
9. Tara And Mother – Nathan Barr - 1:06
10. Grieve To Grave To Groove – Nathan Barr - 3:15
11. The Tribunal – Nathan Barr - 2:31
12. Amy's Goodbye – Nathan Barr - 2:12
13. Bill and Sookie Together – Nathan Barr - 2:24
14. Priapism – Nathan Barr - 2:14
15. More Than You Can Imagine – Nathan Barr - 1:42
16. The Cabin – Nathan Barr - 5:23
17. The Funeral – Nathan Barr - 2:36
18. Sancto Erico – Lisbeth Scott & Nathan Barr - 1:38
19. Bill And Sookie's Reunion – Nathan Barr - 1:21
20. Jason and Amy – Nathan Barr - 2:16
21. Love Theme – Lisbeth Scott & Nathan Barr - 2:56

## True Blood: Season Two

### Tracce
1. Vampire Love – Nathan Barr - 3:57
2. Unpacking Gran – Nathan Barr - 2:09
3. Ride And Slash – Nathan Barr - 2:55
4. The Proposal – Nathan Barr - 4:09
5. Sookie Dreams – Nathan Barr - 3:20
6. House Party – Nathan Barr - 2:16
7. Eric's Grief And The Bleeds – Nathan Barr - 3:55
8. Eric The Viking – Nathan Barr - 1:22
9. Hoyt And Jessica – Nathan Barr - 3:04
10. Sam Visits – Nathan Barr - 1:51
11. Pray With Me – Nathan Barr - 2:18
12. Family's Gone – Nathan Barr - 2:40
13. Goodbye Godric – Nathan Barr - 4:49